# Stiftelsen Bergmangårdarna på Fårö

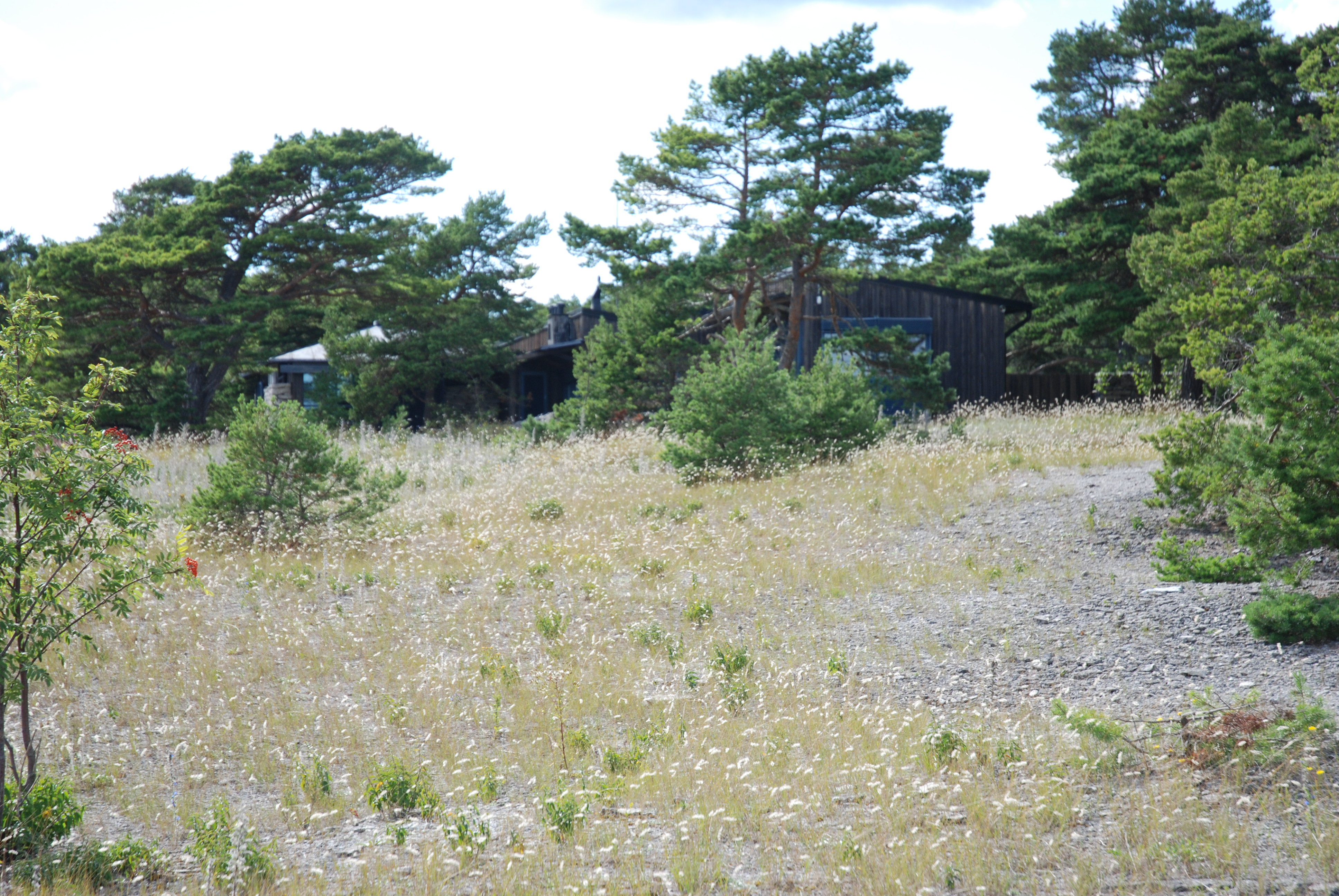
Bostadshuset på Hammars.

Stiftelsen Bergmangårdarna på Fårö är en norsk stiftelse med uppgift att driva ett kulturcentrum i Ingmar Bergmans tidigare fastigheter på Fårö.
Stiftelsen bildades 2009 i samband med försäljningen av Hammars och de tre övriga av Ingmar Bergmans Fårö-egendomar (Ängen, Dämba och Skrivstugan) till Hans Gude Gudesen, som efter initiativet från Bergmans dotter Linn Ullmann åtagit sig att underhålla fastigheten och upplåta den gratis till stiftelsen genom ett långfristigt avtal. Fastigheterna skall användas som en internationell mötesplats, dels för skapande och utövande konstnärer och forskare på arbetsstipendier, dels för festivaler, seminarier och aktiviteter för barn och ungdom. Verksamheten startade 2010.
Ordförande i stiftelsen är Kerstin Brunnberg. Fram till våren 2012 har Jannike Åhlund varit konstnärlig ledare för Bergmangårdarna på deltid. 

## Stipendiatverksamheten
Under 2011 gav stiftelsen 13 arbetsstipendier för vistelse på Bergmangårdarna, bland annat till Anna Bergman, Leif Furhammar, Jan Holmberg, Morten Krogvold, Semmy Stahlhammer och Eva Söderberg.
I mars 2012 framkom att finansieringen av den framtida driften var osäker och att stipendieverksamheten hade dragits ned 2012.

## Bildgalleri

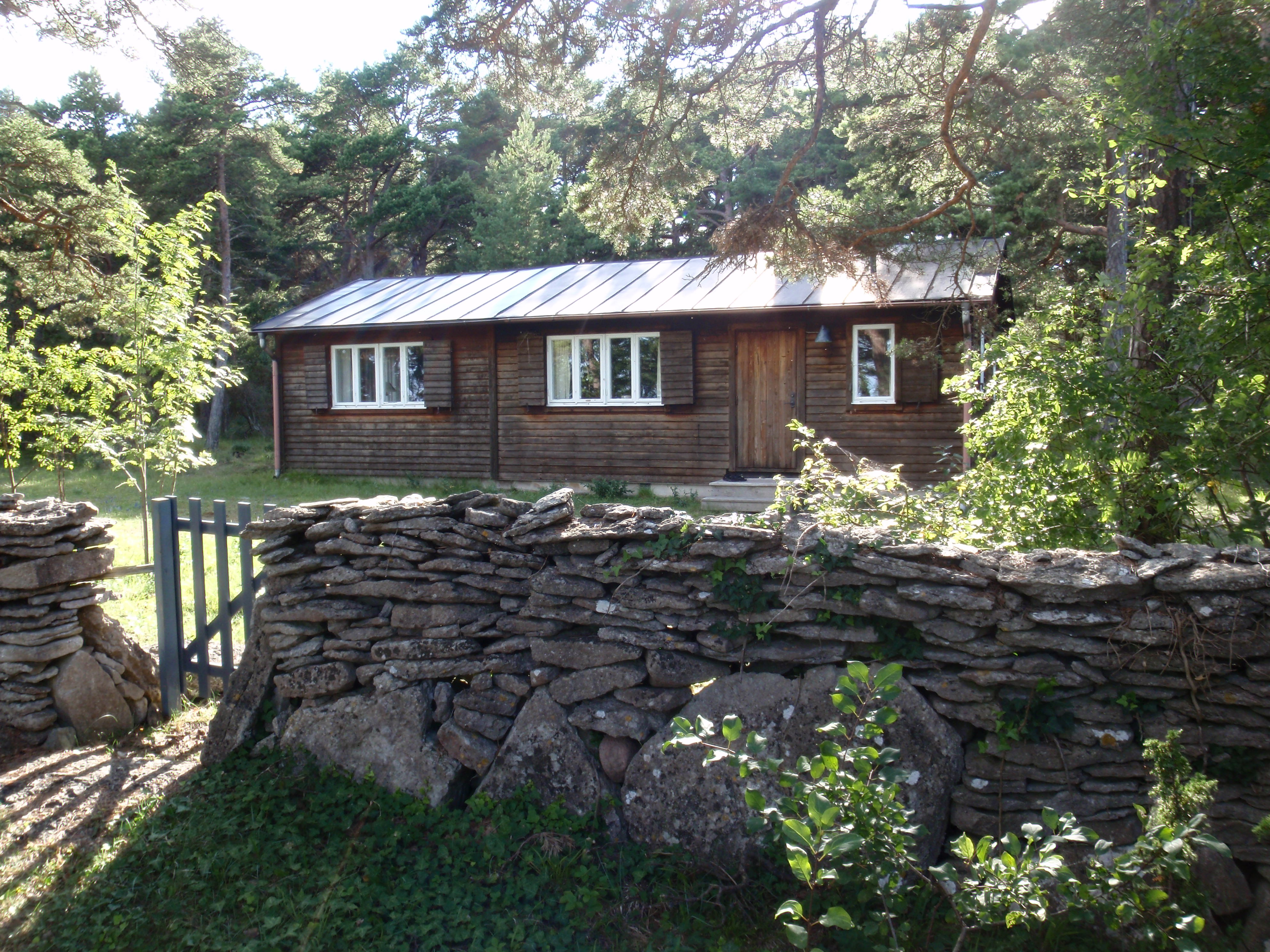
Skrivstugan på Hammars.
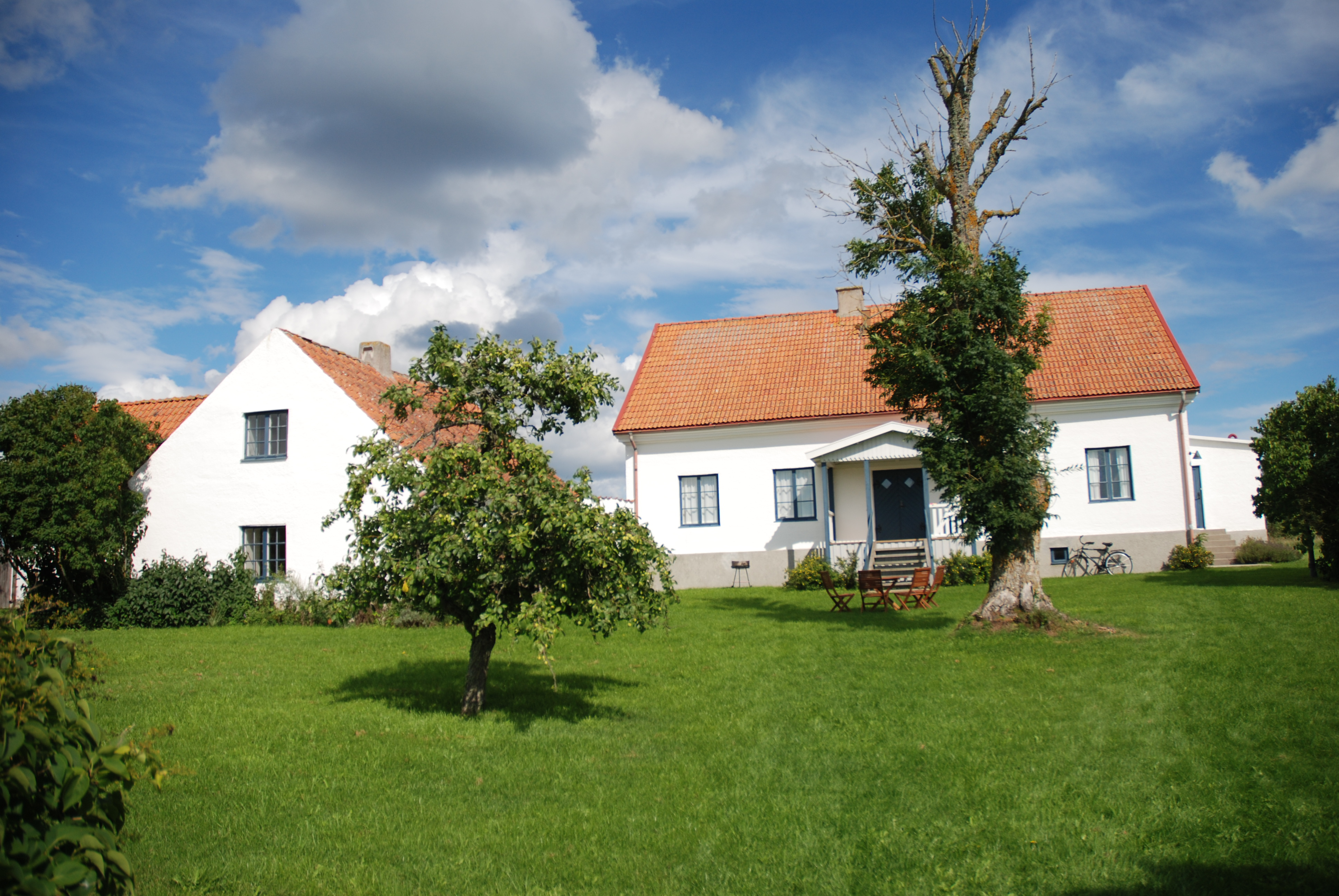
Dämba.
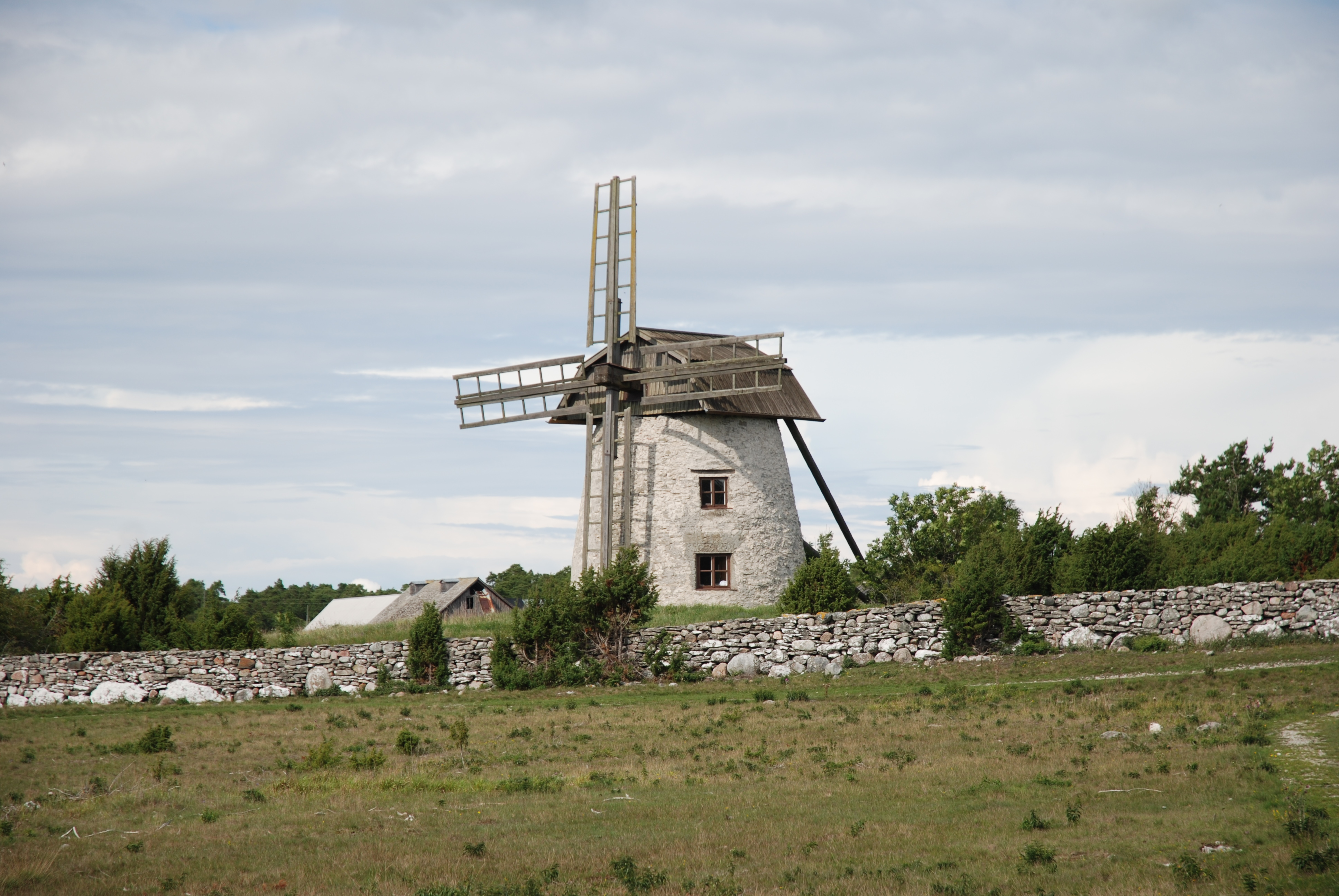
Kvarnen i Dämba.
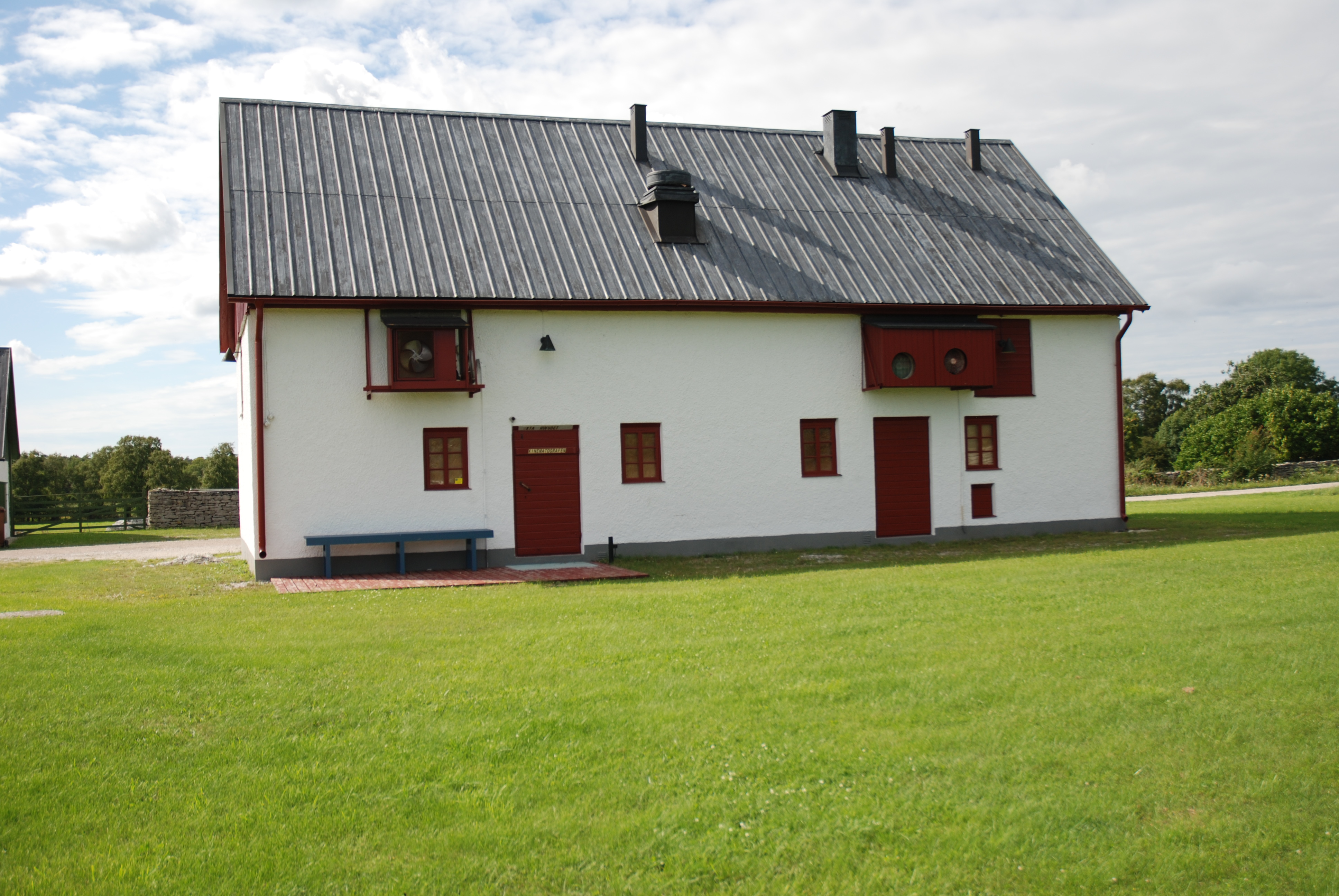
Kinematografen i Dämba.